# Niutsuhime-jinja

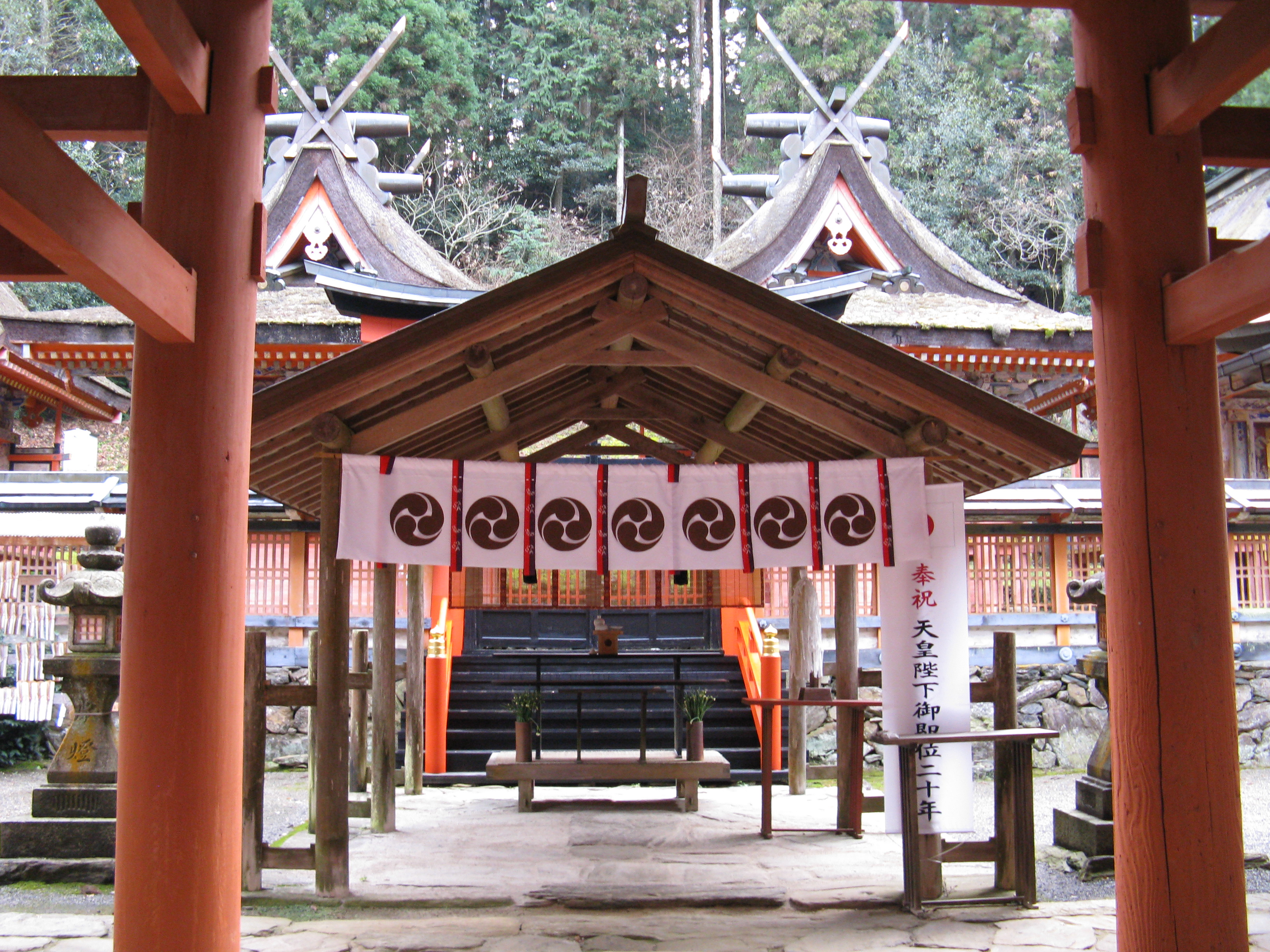
Le honden, bâtiment principal du sanctuaire Niutsuhime.

Le Niutsuhime-jinja (丹生都比売神社, Niutsuhime-jinja, Nibutsuhime-jinja) est un sanctuaire shinto situé à Katsuragi, dans la préfecture de Wakayama, au Japon.

## Histoire
Le sanctuaire Niutsuhime fut fondé avant le IXe siècle.

## Description
Le bâtiment principal du sanctuaire Niutsuhime est partiellement construit dans le style architectural kasuga-zukuri. Il est intégré en 2004 à la liste du patrimoine mondial de l'UNESCO au titre de « sites sacrés et chemins de pèlerinage dans les monts Kii ».